# Derek Tennell
(en) Statistiques sur pro-football-reference
Derek Wayne Tennell (né le 12 février 1964) est un joueur américain de football américain évoluant au poste de tight end pour les Browns de Cleveland, les 49ers de San Francisco, les Lions de Détroit, les Vikings du Minnesota et les Cowboys de Dallas. Il remporte un Super Bowl avec les Cowboys de Dallas : le Super Bowl XXVII contre les Bills de Buffalo.
Au lycée de West Covina, Derek Tennell est un athlète important dans trois sports. En tant que running back, il court pour 807 yards et sept touchdowns ; il inscrit 19 points et 12,5 rebonds au basket-ball, et bat le record de l'école en athlétisme dans la course de 440 yards avec un temps de 49,2 secondes.
Après trois saisons pour les Browns de Cleveland, avec lesquels il joue peu, Tennell est relâché par la franchise en décembre 1989.
Les Lions de Détroit coupe le contrat de Tennell avant le début de la saison 1992. Quatre semaines plus tard, il est recruté par les Vikings du Minnesota, joue trois matchs et attrape deux passes contre les Lions avant d'être coupé à nouveau le 3 novembre de cette même année. Il est convoqué par les Cobwoys de Dallas tout à la fin de la saison 1982, alors que le tight end remplaçant de l'équipe, Alfredo Roberts, se blesse au genou lors de la dernière rencontre de la saison contre les Bears de Chicago. En rencontre éliminatoire contre les Eagles de Philadelphie, Derek Tennell marque un touchdown.